# جری هیز
جری هیز (انگلیسی: Jerry Hayes؛ زادهٔ ۲۰ آوریل ۱۹۵۳) سیاست‌مدار اهل کشور بریتانیا است.وی عضو حزب محافظه‌کار (بریتانیا) بوده است.
وی از سال 1983 نماینده پارلمان هارلو در اسکس بود.